# Roland SCP-55
De Roland SCP-55 is een op de PCMCIA gebaseerde geluidskaart die in 1995 door Roland Corporation op de markt werd gebracht. De Roland SCP-55 is in feite een Roland SC-55 module die door de gebruiker in notebook personal computers kan worden gebruikt. De Roland SCP-55 voorziet in geluidsweergave conform de Roland General Midi- en General Sound-standaarden op basis van de op de kaart aanwezige wavetable-synthese.
De Roland SCC-55 is onderdeel van de Roland Sound Canvas-productlijn.